# Beyond All Reason
Beyond All Reason è un videogioco di strategia in tempo reale (RTS) fantascientifico, open source, completamente gratuito e attualmente in fase di sviluppo. È disponibile per Windows e Linux. Basato su una versione modificata del motore SpringRTS, nota come Recoil, Beyond All Reason prende forte ispirazione da classici del genere RTS come Total Annihilation e Supreme Commander. Nonostante si trovi ancora in fase alpha, il gioco è pienamente giocabile e può essere scaricato dal sito ufficiale del progetto.
Attualmente include modalità schermaglia e scenari per giocatore singolo, oltre a modalità multigiocatore PvP e cooperativa. Il team di sviluppo prevede di pubblicarlo su piattaforme come Steam non appena saranno completati elementi chiave come la campagna e il sistema di matchmaking. 

## Modalità di gioco
Il gioco permette di scegliere tra due fazioni ben distinte: Armada e Cortex. Gli Armada puntano su velocità e tattiche furtive, mentre i Cortex si distinguono per l'uso della forza bruta. Ogni fazione dispone di un proprio arsenale composto da fanteria robotica (bot), veicoli terrestri, unità aeree e navali. La partita inizia con un'unica unità: il Comandante. Proprio come il re negli scacchi, il Comandante è l'elemento chiave: eliminare quello dell'avversario significa vincere la partita. Beyond All Reason include diverse modalità di gioco, tra cui scontri 1 contro 1, partite a squadre fino a 8 giocatori per lato, modalità orda contro avversari controllati dal computer e scenari per giocatore singolo in modalità offline.
Beyond All Reason si basa su due risorse principali: energia e metallo. L'energia può essere generata costruendo mulini a vento, collettori solari o centrali nucleari. Il metallo, invece, si ottiene posizionando estrattori sopra ai giacimenti oppure recuperandolo dai relitti di unità nemiche o alleate distrutte. A differenza di molti altri giochi di strategia in tempo reale, Beyond All Reason adotta un'economia “a flusso continuo” (streaming economy), in cui le risorse presenti sulla mappa non sono limitate, ma possono essere incrementate indefinitamente attraverso edifici e unità dedicate alla produzione. Questo sistema è pensato per permettere ai giocatori di accedere progressivamente a unità sempre più distruttive, più costose e altamente specializzate nei loro ruoli.
La fisica e il terreno giocano un ruolo fondamentale nel combattimento e nella strategia. Tutti i proiettili sono simulati in tempo reale e devono quindi seguire traiettorie che tengono conto della topografia del terreno. Gli elementi del paesaggio possono bloccare i segnali radar, permettendo così alle unità di nascondersi dietro ostacoli naturali o artificiali. Inoltre, i diversi tipi di unità interagiscono in modo diverso con l'ambiente: ad esempio, i bot possono scalare colline ripide, mentre i veicoli potrebbero incontrare difficoltà su terreni con forti pendenze. Questo sistema introduce una scelta strategica tra manovrabilità e potenza di fuoco, rendendo più significativo il tipo di unità che si decide di costruire. Beyond All Reason discende da Total Annihilation e, in quanto tale, condivide molti dei suoi elementi di gioco fondamentali. Tuttavia, sono numerose le differenze che definiscono Beyond All Reason come un titolo a sé stante.
Il nuovo motore 3D consente un'esperienza di gioco molto più ampia, complessa e completamente simulata, mentre i miglioramenti all'interfaccia aumentano significativamente la capacità del giocatore di micromanage gli ordini delle singole unità in tempo reale. Oltre al motore potenziato, il gioco include un framework per l'interfaccia personalizzabile, scritto in Lua, che modernizza l'interfaccia originale. Ad esempio, è possibile impartire ordini a un gruppo di unità tracciando una linea, su un'area circolare, oppure impostandoli in modalità ciclica o ripetuta. Molte di queste funzionalità dell'interfaccia utente — come la possibilità di disporre le unità trascinandole in linea — trasformano in modo significativo l'esperienza di gioco rispetto all'originale.

## Sviluppo
Beyond All Reason si è evoluto nel corso degli anni da una serie di progetti nati all'interno della comunità che ruota attorno allo SpringRTS Engine. Questo motore, pubblicato con licenza open source GPL nell'aprile 2005, era stato progettato per ricreare lo stile di gioco di Total Annihilation, un classico RTS sviluppato da Cavedog. L'iniziativa ha attirato l'interesse di sviluppatori e appassionati del genere, dando vita a numerosi progetti che hanno arricchito il panorama ludico della comunità SpringRTS. Tra i titoli più rilevanti sviluppati con questo motore figura Absolute Annihilation, basato sulla mod UberHack per Total Annihilation. Una sua successiva derivazione, chiamata Balanced Annihilation, ha costituito la base di gameplay su cui si è costruito Beyond All Reason.
In origine, Beyond All Reason nacque come un tentativo di sostituire tutti i contenuti legati alla proprietà intellettuale di Total Annihilation, per poi evolversi gradualmente in un gioco completamente originale. Le prime opere grafiche vennero mostrate nel 2010 e lo sviluppo proseguì in modo irregolare fino al 2013, anno in cui il progetto perse slancio e venne abbandonato. Nel 2019, una nuova generazione di sviluppatori, affiancata dai creatori originali di Beyond All Reason, ha riportato in vita il progetto, portandolo a uno stato giocabile. Da allora, il gioco è in sviluppo continuo, con miglioramenti costanti sia al gameplay che all'infrastruttura tecnica.